# Petr Zelenka

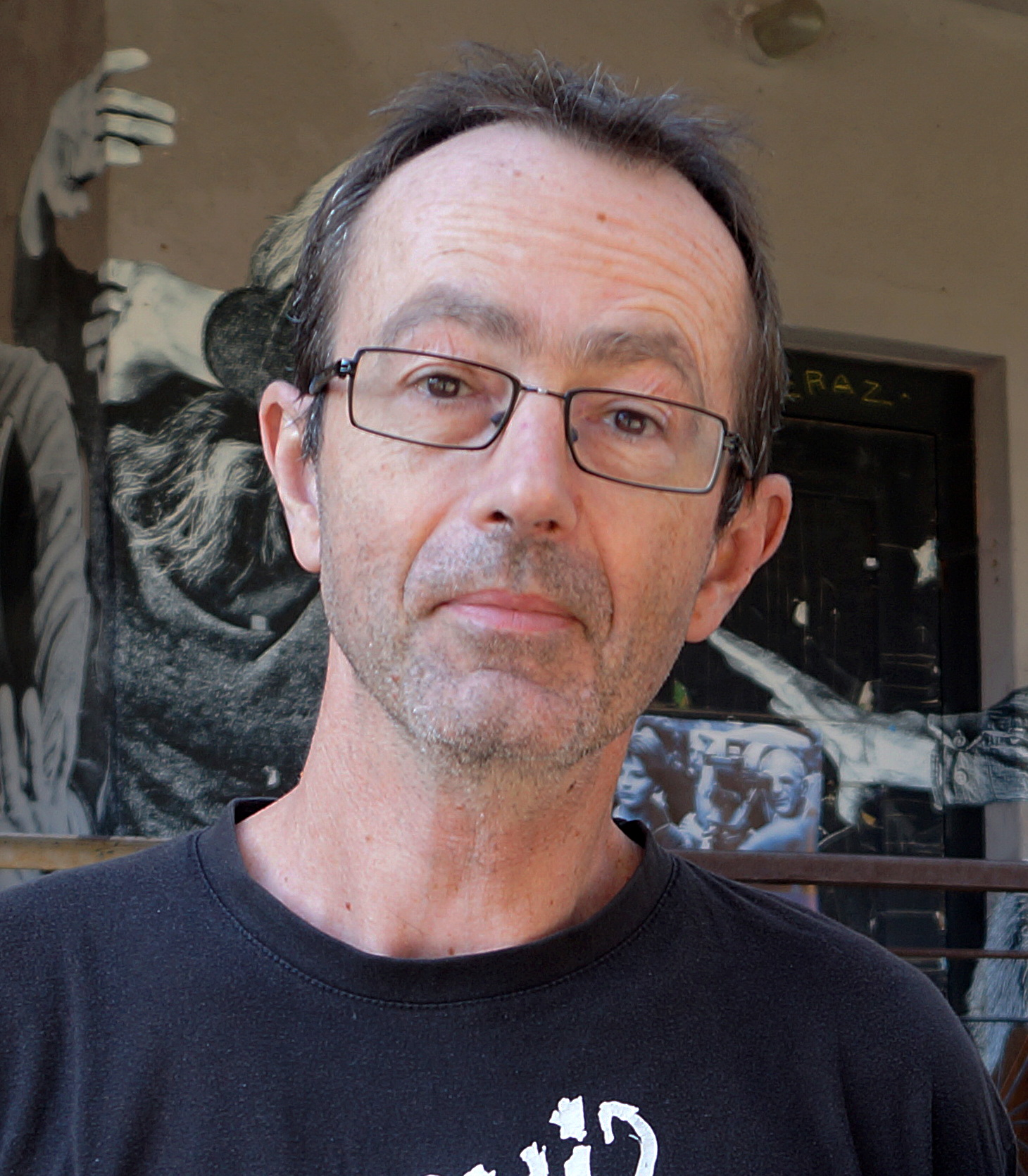
Zelenka 2018

Petr Zelenka, född 21 augusti 1967 i Prag, är en tjeckisk filmregissör och manusförfattare. Han gick manuslinjen vid Filmakademin i Prag åren 1986-1991. I sin tidiga karriär skrev han manus åt klasskamraten Jan Hřebejk, arbetade som dramaturg hos Barrandov Studio samt skrev manus för tjeckisk TV. I mitten av 1990-talet började han regissera själv. Han är trefaldig vinnare av Tjeckiska lejonet för bästa regi, för Knoflíkáři 1997, Rok ďábla 2002 och Karamazovi 2008. För Knoflíkáři vann han även priset för bästa manus.

## Filmografi
- Česká soda (1993) - TV-serie
- Mňága - Happy End (1996)
- Knoflíkáři (1997)
- De ensamma (Samotáři) (2000) - endast manus
- Powers (2000) - kortfilm
- Rok ďábla (2002)
- Příběhy obyčejného šílenství (2005)
- Karamazovi (2008)
- Příběhy obyčejného šílenství (2009) - avfilmad pjäs
- Teremin (2010) - avfilmad pjäs
- Přemluv bábu (2010) - video
- Terapie (2011) - TV-serie
- Ztraceni v Mnichově (2013)
- Nejlepší filmy našeho života (2014)